# EP1
„EP1” este EP-ul de debut al artistei britanice FKA twigs. Acesta a fost lansat în mod independent, în format vinil, pe data de 4 decembrie 2012. EP-ul a fost re-lansat de casa de discuri Young Turks în Japonia cu LP1 pe data de 6 august 2014

## Videoclipurile
EP1 are un videoclip pentru fiecare piesa care apare pe EP. Videoclipurile au fost regizate de Grace Ladoja și FKA twigs și lansate intre iulie și decembrie 2012.

### Weak Spot
„Weak Spot” este partea unu din cele patru videoclipuri. Videoclipul a fost lansat pe data de 5 decembrie 2012. Videoclipul constă într-un cap generat de calculator. Vizualele au fost realizate de către Grace Ladoja, YouTuber rossisbudda, și FKA twigs.

### Ache
„Ache” este partea a doua din cele patru videoclipuri. Videoclipul a fost lansat pe data 8 august 2012. Videoclipul constă dintr-un actor de sex masculin într-un costum.

### Breathe
„Breathe” este partea a treia din cele patru videoclipuri. Acesta a fost lansat pe data de 5 decembrie 2012. Acesta a fost ultimul videoclip lansat din EP1. Videoclipul este format din FKA twigs care vandalizează o mașină, zgarie vopseaua și sparge ferestrele.

### Hide
„Hide” este partea patru din cele patru videoclipuri. Videoclipul a fost lansat pe data de 10 iulie 2012 și a fost primul videoclip să fie lansat din EP1. Videoclipul constă dintr-o femeie în picioare purtând nimic altceva decât un sutien și o floare anthurium roșie între picioarele ei. Acesta este restricționat de catre YouTube.

## Lista pieselor
| Nr.             | Titlu           | Autor(i)        | Producător(i)   | Lungime |  |
| 1.              | „Weak Spot”     | FKA twigs       | twigs tic       | 3:43    |  |
| 2.              | „Ache”          | twigs           | twigs tic       | 5:00    |  |
| 3.              | „Breathe”       | twigs           | twigs tic       | 4:17    |  |
| 4.              | „Hide”          | twigs           | twigs tic       | 2:59    |  |
| Lungime totală: | Lungime totală: | Lungime totală: | Lungime totală: | 15:59   |  |